# アシュワニ・グプタ
アシュワニ・グプタ（Ashwani Gupta、1970年9月15日 - ）は、インド人技術者、実業家。三菱自動車工業代表執行役最高執行責任者を経て、日産自動車取締役代表執行役最高執行責任者兼北米日産取締役会議長を務めた。

## 来歴・人物
インド共和国ウッタル・プラデーシュ州デヘラードゥーン出身。1992年に地元のジャワハルラール・ネルー工科大学エンジニア課程を卒業後、技師となり、また、INSEADの経営大学院で学位も取得した。
1996年にはホンダシエルカーズインディア・リミテッド（現・ホンダカーズインディア・リミテッド）・コモディティ・バイヤーに就任。2006年ルノー ・インディア購買担当ゼネラル・マネージャー。2008年ルノーRNPOブレーキ・シャシー部門グローバル サプライヤー アカウントマネージャー。2009年ルノー・日産グローバル購買担当デピュティゼネラルマネージャー。
2011年日産自動車ダットサン担当グローバル プログラム ダイレクター。2014年ルノーLCVビジネス部門バイスプレジデント。2017年ルノー・日産アライアンスLCVビジネスアライアンスシニアバイスプレジデント。
2018年ルノー・日産・三菱アライアンスビジネスアライアンスシニアバイスプレジデント。2019年三菱自動車工業代表執行役最高執行責任者（COO）。同年日産自動車代表執行役最高執行責任者兼チーフパフォーマンスオフィサー。2020年日産自動車取締役代表執行役最高執行責任者兼チーフパフォーマンスオフィサー。同年新設の北米日産会社取締役会議長を兼務。2023年6月、COOを辞任し、退社。

## 人柄
明るい性格とされる。また、インド出身ながら日本語が堪能。